# История Тверской области
История административной единицы Тверская область начинается 17 июля 1990 года. В этот день Калининская область, основанная 29 января 1935 года в составе Российской Советской Федеративной Социалистической Республики, получила новое название.

## Археология Верхневолжья

Герб Тверской области, утверждённый в 1996 году.

К памятникам финального палеолита относятся стоянки Подол III/1, Подол III/2, Баранова гора на северном берегу озера Волго, близ деревни Ланино. К подольской культуре относятся стоянки Баранова гора, Тёплый ручей 2, Троицкое 3, Усть-Тудовка 1, Ростиславль, Ладыжино 3. Также известны палеолитические стоянки Авсерьгово I и Скнятино. К мезолитической бутовской культуре (7 тыс. до н. э.) относятся стоянки Тихоново 1 и Соболево в Кимрском районе, Бутово в Старицком районе. К иеневской культуре (конец 7 — 6 тыс. до н. э.) относятся стоянки Иенево около Твери, Журавец и Култино в Старицком районе, Титово в Кимрском районе. К эпохе неолита в Тверской области относится более 2000 стоянок, относящихся к верхневолжской (5-3 тыс. до н. э.), льяловской (3 — начало 2 тыс. до н. э.), волосовской (2 тыс. до н. э.) археологическим культурам. В одном из детских погребений у деревни Языково в Кашинском районе были найдены две подвески: янтарная и яшмовая, а могильная яма оказалась насыщена охрой. Поселения рыболовов и охотников неолита раскопаны в Тверской области на Петровских озёрах восточнее Твери, на Мологе под Бежецком, от Лесного (стоянка Иловец) до Осташковского и Пеновского районов (стоянки Синяя Гора и Остров Дубовец) на Валдайском Поозерье.
В бронзовом веке на территорию Тверского Поволжья пришло население, связанное с культурой боевых топоров. Вплоть до начала 1-го тыс. до н. э. на тверских землях жили представители фатьяновской культуры (могильники Лихачевский, Тургиновский, Новинки 1, Новинки 2, фатьяновский могильник на Олочинской горе, Болшневский могильник). У образца BOL003 (2571—2345 лет до н. э.) из Болшневского могильника 3 у деревни Болшнево определена Y-хромосомная гаплогруппа R1a1a1b2-Z93, характерна для популяции Центральной и Южной Азии и митохондриальная гаплогруппа H41a, у образца BOL001 (2829—2460 лет до н. э.) — Y-хромосомная гаплогруппа R1a-M417 и митохондриальная гаплогруппа H1b, у образца BOL002 (2829—2460 лет до н. э.) определена митохондриальная гаплогруппа J1c1b1a1.
Памятники днепро-двинской культуры на территории Тверской области найдены в бассейнах Торо́пы, Западной Двины, Велесы́. Раскопаны городища у деревни Курово под Андреаполем, у деревни Городок (городище Варварина Гора) и в урочище Подгай под Торопцем.
В середине 1-го тысячелетия нашей эры Верхнее Подвинье стало усиленно осваиваться славянами. Разнообразие погребальной обрядности, отражённое в памятниках удомельского типа (VI—VIII века) и типа Подолол (V—VI века), в наибольшей степени может отражать традиции, связанные со славянским населением.
На территории Тверской области раскопано довольно много городищ дьяковской культуры железного века: Лихачёвское близ Зубцова, Топорок напротив Конакова, Борки под Вышним Волочком, Пентурово и Дулёво под Старицей, Отмичи и Поминово под Тверью, Графская Гора и Дьяков Лоб в Кимрах, Орлов Городок в Молоковском районе, Санниковское в Кимрском Поволжье и др.
Поскольку восточноновгородские говоры имеют специфические общие изоглоссы с ростово-суздальскими и другими говорами ближнего Северо-Востока, это может говорить в пользу того, что первоначальный северо-восточный диалектный континуум был расщеплён кривичским «клином» в районе Тверского Поволжья. Исследование 15 погребений в 6 могильниках (Юрьевская Горка на реке Съежа, Шитовичи, Богатково-2, Овсищи, Мерлугино, Нофрино) Верхневолжского региона, датированных второй половиной — концом 1-го тыс. н. э., выявило, что для грунтовых могильников характерно как присутствие останков животного, так и незначительные массы останков человека, а для курганных захоронений характерны прямо противоположные черты. Эти особенности типичны для памятников середины — второй половины 1-го тыс. н. э. лесной полосы Восточной Европы. В отличие от памятников более восточного Молого-Шекснинского междуречья, для кремаций Верхневолжского региона характерной особенностью погребального обряда является отсутствие коллективных захоронений.
Избрижский могильник X—XII веков (Избрижье-1) известен находками большого количества украшений древнерусского костюма: застёжки-фибулы, браслеты, перстни, шейные гривны; украшений головного убора: браслетообразные височные кольца с завязанными концами, изготовленные из серебряной проволоки. Могильник был отнесён Ф. Х. Арслановой к культуре кривичей.
На поселении Благовещение в Ржевском районе в X—XII веках из ржевских морёных глин было изготовлено 8 % горшков, из старицких глин — 2 % горшков. Остальная керамика поступала в Тверское Поволжье, скорее всего, с юга и запада.
Во время похода в начале 1149 года, который предпринял против Юрия Долгорукого великий князь киевский Изяслав Мстиславич, действовавший в союзе с Ростиславом Смоленским и новгородцами. Союзники взяли было шесть суздальских городов на Волге (Мологу, Угличе поле, Кснятин и три неназванных города, предположительно — Дубну, Шошу и Тверь), но ушли восвояси из-за начавшейся распутицы.

## Предыстория
Территория Тверской области была населена начиная с финального палеолита, мезолита и неолита. В бронзовом веке на территории Тверского Поволжья проживали племена культуры боевых топоров и её восточного варианта — фатьяновской культуры. Впоследствии меря. В середине I тысячелетия нашей эры Верхнее Подвинье стало усиленно осваиваться славянами.

## С XIII века
После завоевания и разорения Торжка в марте—апреле 1238 года татаро-монгольское войско в сторону Новгорода, однако, дойдя до урочища Игнач Крест: «ганяшася оканьнии безбожници от Торжку Серегерьскым путемь, оли и до Игнача креста, а все люди секуще акы траву, за 100 вёрст до Новагорода не дойдоша…».
В 1245 году литовцы захватили Торопец и разорили его, но город был освобождён новгородским войском Александра Ярославича Невского.
Город Тверь известен как административный центр с XIII века. Сначала как центр удельного княжества Северо-Восточной Руси, затем столица Великого княжества Тверского. Входящие ныне в состав Тверской области города Торопец, Ржев и Кашин были центрами удельных княжеств: Торопецкого, Ржевского, Кашинского.
В 1317 году под Торжком Михаилом Тверским было разбито новгородское войско. После битвы у Торжка Юрий Данилович Московский «съ Татары и съ всею силою Суждалскою» начинает «воевати Тверскую волость», затем «вси князи Суждальстiи» подходят вместе с великим князем и татарами к переправе у Волги. В Бортеневской битве 22 декабря 1317 года Михаилом Тверской разбил войско Юрия Московского, захватил в плен его жену и брата, а на следующий день Михаилу сдался ордынский военачальник Кавгадый.
Тверское восстание 1327 года было первым крупным восстанием русских против монголо-татарского ига. Жестоко подавлено Золотой Ордой при участии Москвы и Суздаля. Фактически привело к перераспределению сил в пользу Москвы, подведя черту под четвертью века соперничества Москвы и Твери за верховенство в Северо-Восточной Руси.
В 1362 году Торопец всё же был занят литовским князем Ольгердом и вошёл в состав Великого княжества Литовского.
После присоединения в 1488 году Твери к Москве был образован Тверской уезд. В XVI—XVII уездными центрами Московского государства были также города Ржев, Зубцов, Старица, Торжок, Кашин, Бежецк, а города Торопец, Белый некоторое время были административными центрами Великого княжества Литовского.
9 августа 1500 года в ходе русско-литовской войны 1500—1503 годов войска московского полководца, новгородского наместника Андрея Челяднина взяли Торопец; по заключённому 25 марта 1503 года Благовещенскому перемирию, завершившему войну, Торопец и 18 других порубежных городов отошли к Русскому государству.
В XVIII веке Тверь стала центром Тверской провинции сначала Санкт-Петербургской (Ингерманляндской в 1708—1710 годах) губернии (1708—1727), а затем — Новгородской губернии.
В 1775 году было образовано Тверское наместничество, в 1796 году — Тверская губерния.
После ликвидации губерний 14 января 1929 года Тверь стала центром Тверского округа Центрально-Промышленной области (с июня 1929 — Московская область). Кроме того, в 1929—1930 годах центрами округов Московской области были города Бежецк (Бежецкий округ) и Кимры (Кимрский округ) Город Ржев был центром Ржевского округа в Западной области.
20 ноября 1931 года Тверь была переименована в город Калинин (до 1990 года).
В 1935 году город стал областным центром, коим остаётся до сих пор.

## Калининская область

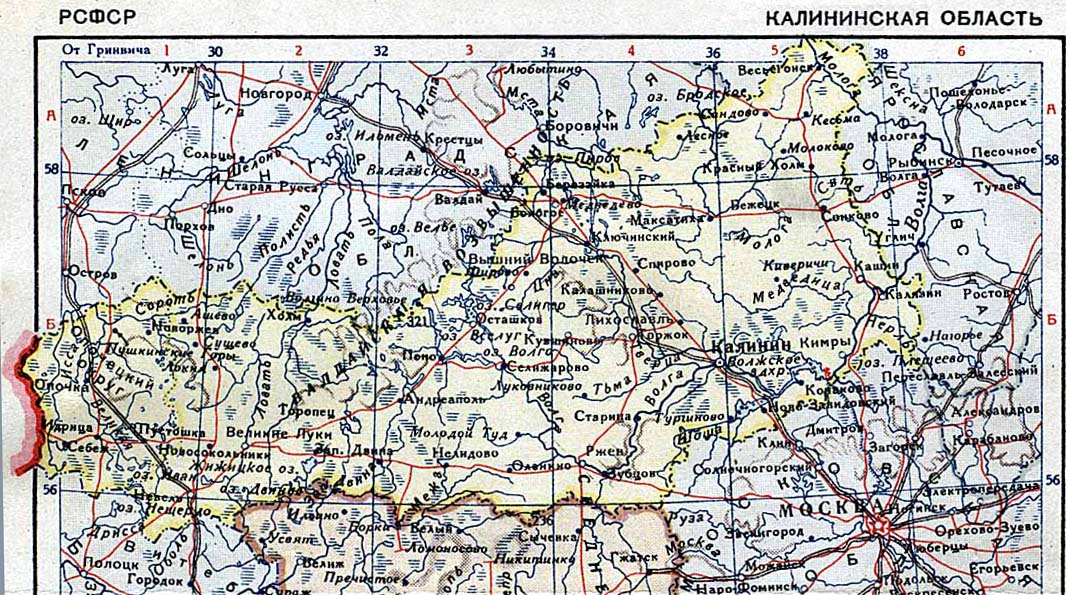
Калининская область в 1939 году

Под названием Кали́нинская область административная единица просуществовала на территории РСФСР 55,5 лет с 29 января 1935 года по 17 июля 1990 года. Административный центр — город Калинин (в 1941 году, во время оккупации Калинина (октябрь-декабрь), областные руководящие органы находились в Кашине).

### Территория и население
Можно выделить три периода формирования территориального состава области:
- 1935—1944 год — площадь 106,4 тыс. км² (данные 1939 года)
  - 1944—1957 год — площадь 66 тыс. км² (данные 1953 года)
    - 1957—1990 год — площадь 84,1 тыс. км² (данные 1990 года)

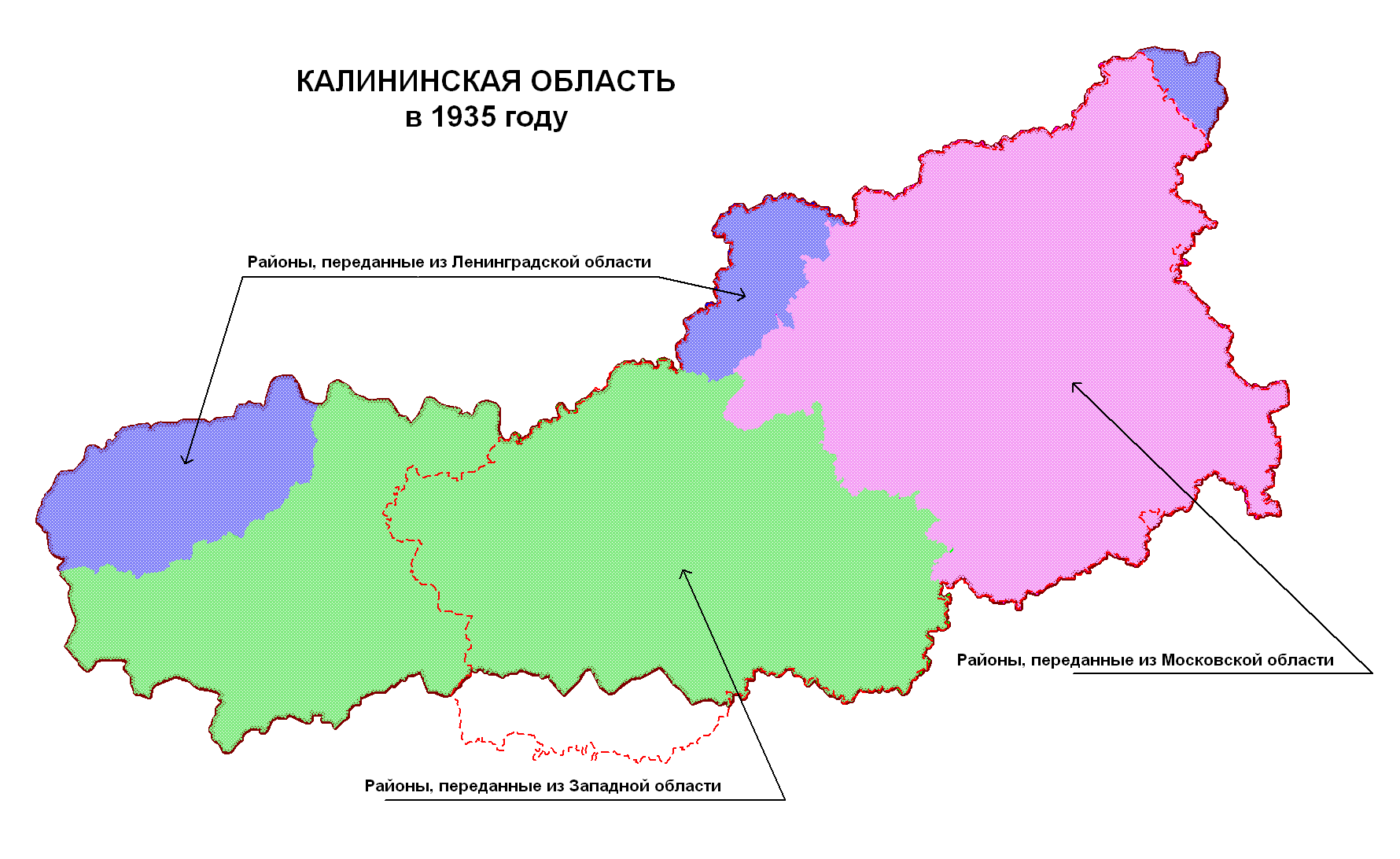
Калининская область в 1935 году

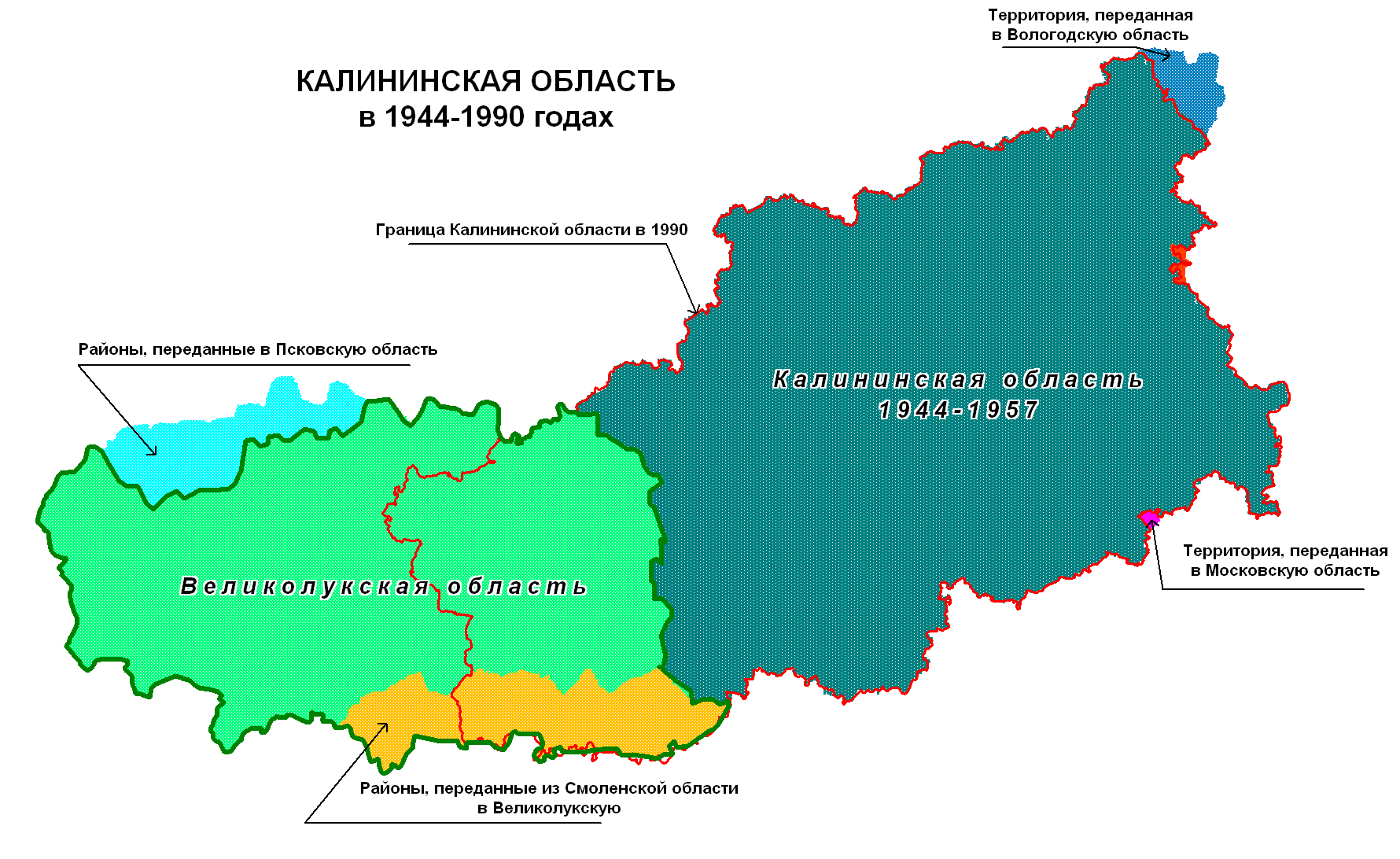
Калининская область в 1944—1990 годах

Население в тыс. человек:
- 1937 — 3220
- 1939 — 3211
  - за 1944—1957 годы нет данных
    - 1959—1807
    - 1970—1717
    - 1979—1649
    - 1989—1663

### История
Калининская область была образована Постановлением ВЦИК от 29 января 1935 года. В её состав вошёл 51 район из Московской, Западной и Ленинградской областей.
В годы Великой Отечественной войны Калининская область перенесла тяжкие испытания, связанные с оккупацией и длительным прифронтовым положением. Немецко-фашистские захватчики вступили на территорию западных районов уже в начале июля 1941 года. За июль-ноябрь были оккупированы западная и южная части области (38 районов из 69, 7 частично).
На территории области происходили сражения Московской битвы,
- Торопецко-Холмская операция,
- Ржевская битва,
  - Первая Ржевско-Сычёвская операция,
  - Вторая Ржевско-Сычёвская операция,
  - Великолукская операция,
- Невельская операция.

В военных действиях на территории области принимали участие войска Западного, Северо-Западного, Калининского, 1-го и 2-го и 3-го Прибалтийских фронтов.
19 июля 1944 года Калининская область была полностью освобождена от оккупантов.
В августе 1944 года образованы Псковская и Великолукская области и в их состав переданы западные районы Калининской области.
В 1957 году Великолукская область была упразднена и восточная её часть вошла в состав Калининской области, западная — в состав Псковской области.
6 декабря 1966 года Указом Президиума Верховного Совета СССР Калининская область была награждена орденом Ленина за мужество и стойкость, проявленные трудящимися в борьбе с немецко-фашистскими захватчиками в период Великой Отечественной войны и за достигнутые успехи в восстановлении и развитии народного хозяйства.
В 1983 году в Твери была найдена берестяная грамота, в 1985 году берестяную грамоту нашли в Торжке.

### Административно-территориальное деление
Округа
После образования Калининской области, 5 февраля 1935 года в её составе образован Великолукский округ в качестве пограничного округа, которые создавались вдоль западной границы СССР (до 1940 года область граничила с независимой Латвией). 11 мая 1937 года из части районов Великолукского округа образован Опочецкий округ.
9 июля 1937 года Президиум ВЦИК принял постановление образовать в Калининской области Карельский национальный округ в составе 5 районов с центром в городе Лихославль.
Великолукский округ был упразднён в мае 1938 года, Карельский национальный округ — в феврале 1939, Опочецкий округ — в феврале 1941. Районы упразднённых округов передавались в непосредственное подчинение Калининскому областному Совету депутатов трудящихся.
Районы
В год образовании области в неё входил 51 район, на начало 1936 года был 61 район, на начало 1937 года — 68 районов, на начало 1938 года — 70 районов, на начало 1941 года — 69 районов.
В 1944 году в состав Новгородской области передан 1 район, в Псковскую область перешли 3 района, в состав Великолукской области — 19 районов
Далее количество районов изменялось так (на начало года):
- 1945 год — 47 районов,
- 1965 год — 20 районов,
- 1966 год — 31 район,
- 1967 год — 33 района,
- 1974 год — 36 районов.

Это количество районов сохранилось и в Тверской области.

### Руководство
1-е секретари Калининского обкома ВКП(б) — КПСС
| Дата                    | Ф. И. О.                    | Должность                                               |
| ----------------------- | --------------------------- | ------------------------------------------------------- |
| ??.01.1935 — 10.07.1935 | Михаил Ефимович Михайлов    | Первый секретарь Оргбюро ЦК ВКП(б)                      |
| 10.07.1935 — ??.07.1937 | Михаил Ефимович Михайлов    | Первый секретарь областного комитета ВКП(б)             |
| ??.07.1937 — ??.03.1938 | Пётр Гаврилович Рабов       | Первый секретарь областного комитета ВКП(б)             |
| ??.03.1938 — ??.11.1946 | Иван Павлович Бойцов        | Первый Секретарь областного комитета ВКП(б)             |
| 06.12.1946 — 12.11.1949 | Павел Степанович Воронцов   | Первый секретарь областного комитета ВКП(б)             |
| ??.11.1949 — ??.07.1951 | Николай Семенович Коновалов | Первый секретарь областного комитета ВКП(б)             |
| 05.07.1951 — 28.12.1955 | Виктор Иванович Киселёв     | Первый секретарь областного комитета ВКП(б), (КПСС)     |
| 28.12.1955 — 24.01.1959 | Фёдор Степанович Горячев    | Первый секретарь Калининского обкома КПСС               |
| 24.01.1959 — 27.09.1960 | Владимир Алексеевич Карлов  | Первый секретарь Калининского обкома КПСС               |
| ??.11.1960 — ??.01.1963 | Николай Гаврилович Корытков | Первый секретарь областного комитета КПСС               |
| 14.01.1963 — 15.12.1964 | Хрисанф Павлович Нешков     | Первый секретарь промышленного областного комитета КПСС |
| 14.01.1963 — 29.12.1964 | Николай Гаврилович Корытков | Первый секретарь сельского областного комитета КПСС     |
| 29.12.1964 — 18.12.1978 | Николай Гаврилович Корытков | Первый секретарь областного комитета КПСС               |
| 18.12.1978 — 24.08.1985 | Павел Артёмович Леонов      | Первый секретарь областного комитета КПСС               |
| 24.08.1985 — ??.05.1990 | Николай Фёдорович Татарчук  | Первый секретарь областного комитета КПСС               |
| ??.05.1990 — ??.??.1991 | Александр Иванович Ильенков | Первый секретарь областного комитета КПСС               |

### Народное хозяйство

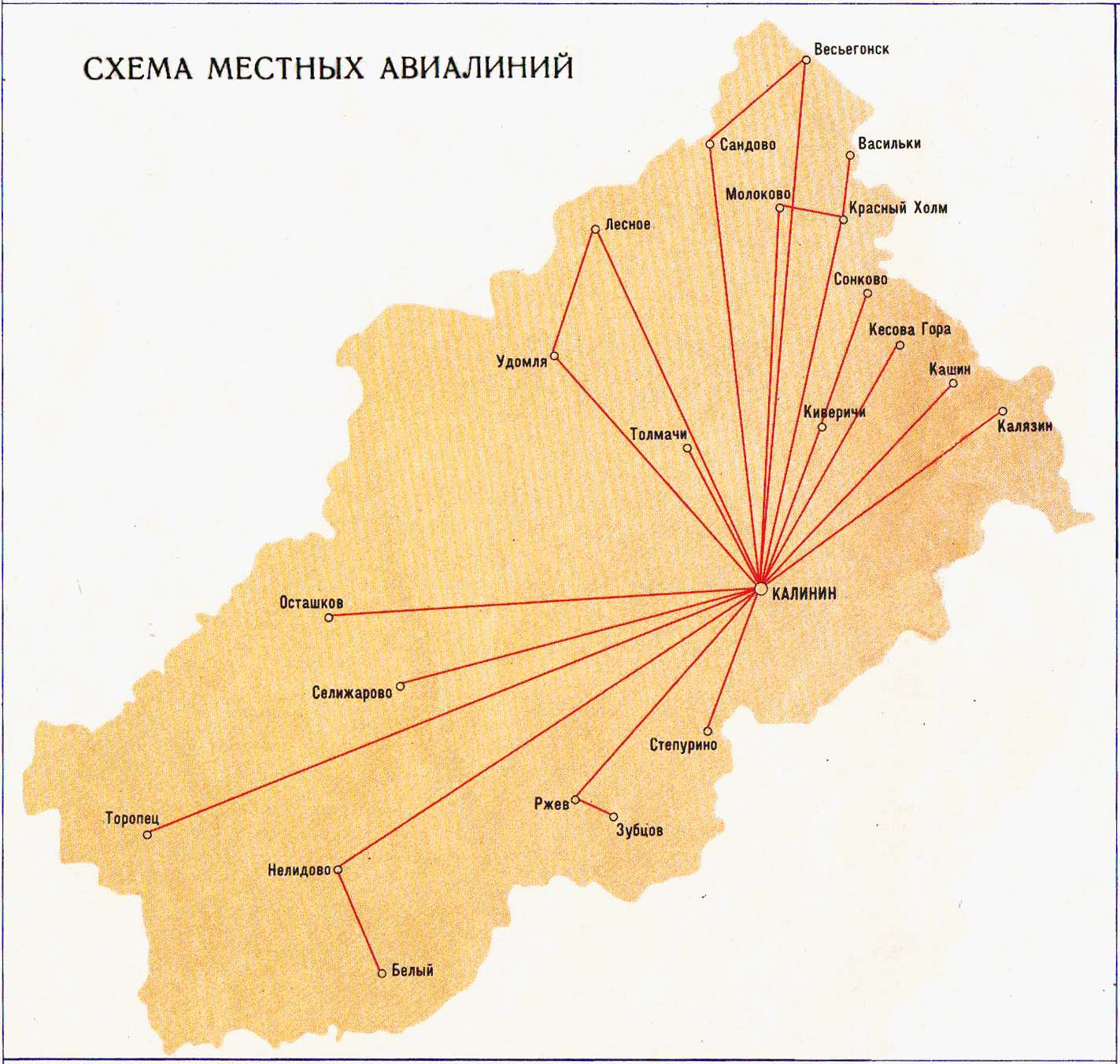
Местные авиалинии Калининской области в 1974 году.

Валовая продукция крупной промышленности в 1940 году в неизменных ценах составила 1477 миллиона рублей.
Некоторые экономические показатели:
|                                                | Калининская | Калининская | Тверская | Тверская |
| 1970                                           | 1990        | 2000        | 2007     |          |
| ---------------------------------------------- | ----------- | ----------- | -------- | -------- |
| Хлопчатобумажные ткани, млн м²                 | 388,9       | 298         | 91,5     | 117      |
| Шерстяные ткани, млн м²                        | 12          | 16          | 4        | 0        |
| Обувь, млн. пар                                | 11,3        | 11,2        | 1,5      | 4,4      |
| Экскаваторы, тыс. шт.                          | 2,1         | 4           | 1,3      | 2,6      |
| Вагоны пассажирские магистральные, шт.         | нд          | 1175        | 413      | 1062     |
| Электроэнергия, млрд кВтЧ ч                    | 16,2        | 27,7        | 22,3     | 32,7     |
| Посевная площадь, тыс. га                      | 1518        | 1475,2      | 905,1    | 639,2    |
| Поголовье крупного рогатого скота, тыс. голов: | 1089,6      | 900,6       | 366,2    | 218,3    |
| Производство зерна, тыс. т                     | 1044        | 722,4       | 174,5    | 138,7    |
| Производство картофеля, тыс. т                 | 805,7       | 596,5       | 627,2    | 464,9    |
| Производство льноволокна, тыс. т               | 63          | 16,3        | 8,7      | 5,3      |
| Скот и птица на убой (в убойном весе), тыс. т  | 120         | 126,6       | 44,7     | 45,9     |
| Производство молока, тыс. т                    | 1140,2      | 881,3       | 484      | 359,7    |
| Производство яиц, млн шт                       | 561,4       | 567,5       | 496,8    | 222,5    |

## Современность
17 июля 1990 года Указом Президиума Верховного Совета РСФСР Калининская область переименована в Тверскую. Окончательно область стала Тверской 21 апреля 1992 года, после внесения изменений в Конституцию РСФСР.
В 1991—1995 годах Главой администрации Тверской области был Владимир Суслов. С принятием Конституции России 1993 года, Тверская область стала субъектом Российской Федерации. В декабре 1995 года 1-м губернатором Тверской области был избран Владимир Платов. 5 ноября 1996 года принят Устав Тверской области. В 2003—2011 годах губернатором Тверской области был Дмитрий Зеленин. С 2011 по 2016 год областью руководил Андрей Шевелёв. С 23 сентября 2016 года областью руководит Игорь Руденя.